# The Pant
The Pant je česká hard rocková a metalová skupina z Břidličné. Vznikla v roce 1996 v sestavě Luboš Tesař – kytara, Roman Kočiřík – baskytara, zpěv, Josef „Pepis“ Šustr – bicí.

## Historie
V prvních letech kapela objížděla nejčastěji klubová pódia. Časem se styl kapely přeměnil na čistý hard rock a kapely si všiml Petr Janda, nestor českého bigbítu. V roce 2000 vyšlo první studiové album A long way a kapela se vydala na první turné po ČR.
U společnosti F. R. M. Petra Kůsy vyšel singl „Midnight Rider“ a nedlouho po jeho vydání kapela založila vlastní nahrávací studio, kde na jaře 2004 vzniklo druhé studiové album On the Road again. O rok později opustil kapelu zakládající člen Luboš Tesař, aby ho vystřídal  bruntálský multiinstrumentalista Vítězslav Jelínek. V novém složení vznikly dva singly, které vyšly na kompilaci Rock Morava 2006. V témž roce opustil kapelu další zakládající člen Josef Šustr a na jeho místo nastoupil Tomáš Vaca, bývalý člen bubenické skupiny Jumping Drums. V březnu 2007 vyšlo třetí řadové album Straight Way to Hell. Během turné k tomuto albu pořídila kapela první live DVD. V květnu 2009 vyšlo další řadové album s názvem Louder! a do roku 2010 vystoupila kapela s prvním singlem vydaným v USA a s celosvětovou distribucí.
V současnosti[kdy?] je kapela známá po celé Evropě a má za sebou přes 500 úspěšných živých vystoupení. Mimoto vystupuje i na festivalech jako Noc plná hvězd nebo Rock for People.

## Členové
- Roman Kočiřík – baskytara, zpěv (od 1996)
- Vítězslav Jelínek – kytara, zpěv (od 2004)
- Ivo Batoušek – bicí (od 2022)

### Bývalí členové
- Luboš Tesař – kytara
- Josef „Pepis“ Šustr – bicí
- Tomáš Vaca – bicí

## Diskografie
Czech rock Selection 99 (1999)
A Long Way (2000)
Midnight Rider (singl, 2001)
On the Road Again (2004)
Say What You Want (singl, 2006)
Let Me Go (singl, 2006)
Straight Way to Hell (2007)
SVČ Rýmařov 2008 (live, 2008)
Louder! (2009)
Rock for Live (singl, USA, 2010)
Out there (2013)

### DVD
SVČ Rýmařov 2007 (2007)
15 years anniversary – at Letnice fest Bruntál 2011 (2011)